# أنكي بلال
أنكي بلال (بالفرنسية: Enki Bilal)‏ ( ولد في 7 أكتوبر عام 1951 ) هو صانع ورسّام قصص مصورة ومخرج أفلام فرنسي . ولد في بلغراد ، يوغسلافيا .
ولد من أم يوغسلافية مسيحية و أب بوسني مسلم، كان والده مصمم أزياء الزعيم اليوغسلافي جوزيف بروز تيتو . انتقل إلى باريس عندما كان في التاسعة من عمره . في سن الرابعة عشرة قابل الكاتب الفرنسي رينيه جوسيني و الذي شجعه على كتابة القصص المصورة .

## روابط خارجية
- أنكي بلال على موقع IMDb (الإنجليزية)
- أنكي بلال على موقع ألو سيني (الفرنسية)
- أنكي بلال على موقع أول موفي (الإنجليزية)
- أنكي بلال على موقع قاعدة بيانات الأفلام السويدية (السويدية)
- أنكي بلال على موقع قاعدة بيانات الفيلم (الإنجليزية)
- أنكي بلال على موقع كينوبويسك (الروسية)